# Molgula antiborealis
Molgula antiborealis är en sjöpungsart som beskrevs av C.S. Millar 1967. Molgula antiborealis ingår i släktet Molgula och familjen kulsjöpungar.
Artens utbredningsområde är Södra Ishavet. Inga underarter finns listade i Catalogue of Life.